# Luigia Pallavicini
Luigia Pallavicini, marquise de Pallavicini, née Luigia Ferrari le 21 janvier 1772 à Gênes, épouse du marquis Domenico Pallavicini puis de Enrico Prier et morte le 19 décembre 1841 à Gênes, est une femme de l'aristocratie génoise, inspiratrice de plusieurs poètes et notamment d'Ugo Foscolo qui lui a consacré une ode célèbre : A Luigia Pallavicini caduta da cavallo.

## Biographie
Luigia Ferrari, naît à Gênes le 21 janvier 1772 dans une ancienne famille de riches notaires de Varese Ligure. Elle est la fille d'Antonio Maria Ferrari et Angela Maschio. Luigia est mariée, à l'âge de dix-sept ans, au marquis Domenico Pallavicini, patricien génois quadragénaire aux finances désastreuses mais au nom illustre dont elle aura une fille. Le mariage est organisé par le frère de ce dernier, religieux de la congrégation somasque. Son époux meurt en 1805 et Luigia se retrouve veuve à trente-trois ans. Elle aurait ensuite vécu des amours tumultueuses avec Tito Manzi, professeur de droit criminel à l'université de Pise, devenu par la suite homme de confiance de Joseph Bonaparte et Joachim Murat à Naples. Luigia se remarie à quarante-six ans, le 31 mars 1818, avec Enrico Prier, secrétaire du Consul de France à Gênes. Les noces sont célébrées dans l'église San Pancrazio de Gênes. Les époux habitent le palazzo Gio Carlo Brignole, puis s'installent dans celui des Gazzo au Scoglietto, adjacent à la villa Rosazza (it). Luigia Prier meurt le 19 décembre 1841 à soixante-neuf ans. Elle est inhumée sous la nef centrale du sanctuaire de San Francesco da Paola (it).

### Une amazone téméraire
À vingt-huit ans elle est une amazone accomplie mais téméraire. Paul Thiébault, rescapé de la bataille de la plaine du Pô, est à Gênes à la fin de ce printemps 1799. Éprouvé par la dureté de cette guerre il obtient une période de permission et, dans la perspective de devoir rentrer en France, envisage de vendre ses deux chevaux. Antonino Rocco rapporte, dans son ouvrage sur l'histoire de la République ligure, Genova tra Massena e Bonaparte, le souvenir du général consigné dans ses Mémoires : 

« Parmi les deux, il y avait un arabe, magnifique, très célèbre à Gênes, et que peu de personnes n'auraient pas souhaité acquérir. La signora Pallavicini, l'une des plus belles femmes d'Italie et la meilleure des amazones s'empressa de me demander à l'essayer. Je lui écrivis aussitôt que le cheval était à sa disposition mais que, à mon avis, aucune femme utilisant une selle d'amazone ne serait en mesure de le monter parce qu'il faisait continuellement des sauts et des écarts et qu'il était d'une vivacité que ne suffisait à calmer ni une douzaine ni une quinzaine de lieues. La Pallavicini me répondit en me remerciant des motifs qui m'avaient conduit à lui écrire, ajoutant qu'elle n'avait peur d'aucun cheval. »

La jeune marquise allait devoir payer le prix fort le restant de sa vie pour avoir laissé parler son orgueil et sa témérité en négligeant des conseils aussi avisés. Elle fit donc harnacher le moreau du général avec sa selle d'amazone et partit, accompagnée d'un petit groupe de cavaliers, éprouver les qualités du pur-sang. Tant qu'ils étaient dans la ville tout alla bien, l'animal semblait obéir à la jeune femme. L'illusion fut de courte durée : dès que la petite troupe arriva au « désert de Sistri », une vaste plaine en bord de mer, le sang bouillant de la bête impétueuse sentit le vent de la liberté et après avoir vainement essayé par ses sauts de désarçonner sa cavalière, l'emporta dans une course effrénée. Ses équipiers distancés, Luisa ne pouvait compter que sur elle-même pour se sortir de ce mauvais pas. En femme de caractère, elle prit rapidement la décision de défaire la ceinture qui l'assurait à la selle et de se jeter à terre sur une partie herbeuse du terrain. Dans ce laps de temps très court elle avait malheureusement mal estimé l'effet de la vitesse et au lieu de l'herbe atterrit sur un chemin caillouteux où sa tête se fracassa sur une pierre. 

Les blessures gravissimes occasionnées par la chute ne furent certes pas atténuées par le système de soins de l'époque, encore empirique en matière de chirurgie esthétique. Antonino Ronco nous donne la description des dramatiques conséquences de cet accident qu'en a laissée Luigi Tommaso Belgrano (it) : 
« Fu giocoforza che il capo sfracellato venisse difeso da una calotta d’argento; e il volto rimase deforme per modo che, a scemare l’orridità degli scomposti lineamenti, la stessa Luisa vi calò un fitto velo, e serbollo per tutta la vita, secondo attestano i non pochi che la conobbero e di lei si rammentano ancora. »

### La belle marquise, les poètes et le peintre inconnu
Sa disgrâce physique nouvelle ne fut pas un obstacle à l'attrait qu'elle pouvait exercer, les qualités de son esprit semblant avoir été suffisantes pour troubler encore nombre d'admirateurs. Cependant, c'est sans doute l'impact du drame, rajouté à la fascination pour cette beauté voilée, qui la rangea dans le cercle des grandes égéries des poètes italiens à commencer par Ugo Foscolo : aurait-il jamais écrit une ode A Luiga Pallavicini sans cette chute ? Nombre de commentateurs rappellent que l'intérêt du poète pour la Pallavicini était essentiellement littéraire. Foscolo s'est en effet surtout basé sur la réputation de sa beauté passée, n'ayant rencontré la jeune femme que trois mois après l'accident, lors d'une fête rassemblant l'élite de la Gênes républicaine en octobre 1799. 
Le 14 décembre 1799, Angelo Petracchi publiait un recueil de poésies légères intitulé Galleria di ritratti (Galerie de portraits), dans lequel il chantait les louanges de vingt-et-une beautés génoises parmi lesquelles Luigia Pallavicini. Giuseppe Ceroni, ami et frère d'armes de Foscolo, éditait, en mars 1880, son Pappagalletto, dans lequel il comparait à différents oiseaux gracieux une vingtaine de représentantes du beau monde féminin, à peu de chose près celles qui avaient déjà inspiré Petracchi. On trouve encore ici Luigia Pallavicini présentée comme une « candida colomba / ch'ha le piume scomposte et rabbuffate. / Ah, l'infelice d'alto ramo piomba / e ne porta le tempio insanguinate ». 

Antonino Ronco nous donne la description de la jeune femme laissée par Luigi Tommaso Belgrano (it) dans ses Imbreviature : 
« Svelto ed elegantissimo il taglio del corpo. La chioma, tra bionda e nera, come la disse il Petracchi, e « a’ nodi indocile » come notò il poeta di Zante, disposta nella guisa che dicevano alla Titus, e allacciata appena dalla classica vitta scende, in due cascate di ricci, sugli omeri opulenti e sul petto, che una serica veste color nanchino e a tutto scollo, con le risvolte alla Carmagnola, lascia scorgere a metà coperto da un candido velo. Dagli orecchi pendono sottili cerchioni d’oro ; grandi e glauchi sono gli occhi, il naso aquilino, la bocca sorridente. Insomma basta uno sguardo a quel viso, perché s’intenda tutta la verità di questa strofa del Foscolo : « Armoniosi accenti – dal tuo labbro volavano, – E dagli occhi ridenti – Traluceano di Venere – I disdegni e le paci, – La speme, il pianto, e i baci » »
Bien que Belgrano ait affirmé avoir eu le loisir d'admirer deux portraits de la Pallavicini et rencontré des personnes l'ayant connue personnellement, il semble qu'il se soit basé, pour élaborer sa description, sur le tableau d'un peintre inconnu exposé aujourd'hui à la Galleria d'arte moderna (it) de Nervi, à Gênes, à l'inventaire de laquelle il est inscrit sous le titre Ritratto di Luigia Pallavicini, sans qu'aucune documentation ne vienne confirmer cette attribution.